# Ocell del paradís fastuós
L'ocell del paradís fastuós (Epimachus fastosus) és una espècie d'ocell de la família dels paradiseids (Paradisaeidae) que habita els boscos de les muntanyes del centre i oest de Nova Guinea.